# Walther Jansen
Pour les articles homonymes, voir Jansen.
Walther « Michael » Jansen (né le 27 octobre 1897 à Breslau, mort le 5 novembre 1959 à Hambourg) est un résistant allemand au nazisme et ensuite membre de l'Association scoute allemande (DPB).

## Biographie
Jansen découvre le scoutisme pour la première fois en 1908 au sein du Jugendbewegung. En 1914, il se porte soldat volontaire sur le front occidental et dit avoir participé à la bataille de Langemarck. Retiré en 1915 pour cause de maladie et de jeunesse, il participe à nouveau à la guerre à partir de 1917. En 1918, il est diplômé du Maria-Magdalenen-Gymnasium de Breslau, après quoi il trouve un emploi dans le cabinet dentaire de son père. À partir de 1921, il travaille comme écrivain et éditeur indépendant.
En 1922, il devient membre puis dirigeant de la nouvelle association scoute allemande (avec Rudolf Jürgens), qui se sent liée aux idéaux de la Bündische Jugend, contrairement au scoutisme des associations scoutes, qui suit les principes du mouvement scout de Robert Baden-Powell. En 1933, Walther « Michael » Jansen devient Reichsvogt de la Reichsschaft Deutscher Pfadfinder, créée en 1932 à la suite de la fusion d'autres associations. Jürgens et Jansen s'inscrivent alors au NSDAP.
Après que la Gestapo interdit d'autres associations de scouts dans le cadre de leur mise au pas, Walther Jansen, en collaboration avec les deux chefs scouts Eberhard Plewe et Rudolf Jürgens, réussit à retarder l'interdiction de la Reichsschaft Deutscher Pfadfinder jusqu'en juin 1934.
De 1936 à 1938, Jansen est agent infiltré de la Gestapo aux Pays-Bas et en Belgique. Son travail aux Pays-Bas et en Belgique consiste à espionner les émigrés allemands et à les dénoncer à la Gestapo. Dans le même temps, il eût sans doute aidé des personnes persécutées à franchir la frontière entre l'Allemagne et les Pays-Bas. En 1938, il est signalé à la police belge pour avoir utilisé un faux nom, est arrêté et expulsé vers l'Allemagne. Il est alors brièvement arrêté par la Gestapo. Après sa libération, il obtient un emploi à l'Office des Affaires étrangères, où il constitue un service de presse et d'actualités. On ne sait pas si cet emploi est obtenu grâce à l'intervention du diplomate Werner Otto von Hentig, avec qui Jansen entretient des relations très étroites, ou sur instruction de la Gestapo. Selon Melchers, il avait formé un groupe de résistance de six à huit opposants nazis intransigeants à partir de 1940, dont notamment l'orientaliste Hans Schlobies ; ces trois-là se rencontrent tous les jours. Eberhard Plewe fait également partie du cercle. On ne sait pas dans quelle mesure le groupe Jansen est lié à la tentative d'assassinat contre Hitler le 20 juillet 1944. Jansen est arrêté non pas pour avoir participé au complot, mais pour des "déclarations défaitistes" contre le régime. Jansen est déporté au camp de concentration de Sachsenhausen. Jansen participe à la marche de la mort du camp de concentration de Sachsenhausen à Wittstock/Dosse en avril 1945 et est finalement libéré par l'Armée rouge.
À Berlin, Walther Jansen est reconnu comme une personne persécutée par le régime nazi, bien que son appartenance au NSDAP fût dissimulée. En 1945, avec Eberhard Plewe et d'autres survivants du mouvement scout, il fonde à nouveau la Deutscher Pfadfinderbund (DPB), dont il est membre du bureau jusqu'à sa mort en 1959. En 1947, Jansen est arrêté par les forces d'occupation britanniques et emmené au camp d'internement d'Eselheide près de Paderborn, mais en est rapidement libéré. De 1945 à 1952, Jansen travaille à l'Institut Max-Planck de droit public et international comparé à Berlin en tant qu'assistant de recherche. En 1952, il retourne à l'Office des Affaires étrangères, où il dirige le service de presse. En 1956, il est nommé conseiller de légation de 1re classe.
Dans les années 1990, les archives rapportant les activités de Janssen pour le régime nazie deviennent accessibles.